# Partito Nazionale Scozzese
Il Partito Nazionale Scozzese (in inglese: Scottish National Party, SNP; in gaelico scozzese: Pàrtaidh Nàiseanta na h-Alba, PNA; in scots: Scottis Naitional Pairtie, SNP) è un partito politico britannico di orientamento nazionalista, regionalista e socialdemocratico attivo in Scozia. Sostiene e rivendica l'indipendenza della Scozia dal Regno Unito di Gran Bretagna e Irlanda del Nord e l'adesione della stessa all'Unione europea. L'attuale leader del Partito Nazionale Scozzese è John Swinney.
È il terzo partito politico più grande nel Regno Unito, dietro il Partito Laburista e il Partito Conservatore, ed è il maggior partito politico in Scozia, dove conta il maggior numero di seggi nel parlamento scozzese e 44 su 59 seggi scozzesi alla Camera dei comuni a Westminster, 45 conquistati alle elezioni del 2019, di cui uno perso in elezioni suppletive nel 2023 e uno perso per una deputata passata con i conservatori. Il partito non è rappresentato nella Camera dei lord in quanto si è sempre opposto alla Camera alta del Parlamento britannico, non eletta direttamente.

## Storia
Il Partito Nazionale Scozzese si formò nel 1934 dalla fusione del Partito Nazionale di Scozia e del Partito Scozzese. Il partito nel 1942 subisce la sua prima scissione con John MacCormick che lasciò il partito, a causa del suo fallimento nel cambiare la politica del partito dal sostenere l'indipendenza totale alla conferenza di Glasgow di quell'anno. McCormick ha formato lo Scottish Covenant Association, un'organizzazione politica apartitica che si batte per l'istituzione di un'Assemblea scozzese devoluta.
L'SNP ottenne un seggio al parlamento del Regno Unito nel 1945, ma lo perse solo tre mesi dopo alle elezioni generali. Riuscì a riconquistare un seggio solo nel 1967, quando a sorpresa Winnie Ewing riuscì a battere, nelle elezioni suppletive, il candidato laburista. Nell'ottobre 1974 prese oltre il 30% dei voti scozzesi, con 11 seggi su 71. Negli anni seguenti lo SNP raccolse tra il 20 e il 25% dei voti, risultando il secondo partito in Scozia dopo i laburisti. Negli anni Novanta, lo SNP cercò di allargare il proprio consenso tra tutti i ceti sociali. Dopo le elezioni del maggio 1997 (in cui lo SNP ottenne 6 seggi, il suo migliore risultato dopo quello del 1974), vinte dai laburisti, lo SNP chiese un referendum per l'istituzione di un Parlamento scozzese, appoggiato anche dai laburisti e dai Liberal Democratici. Il referendum passò con il 74% dei voti a favore, e il 64% votò anche a favore dell'attribuzione al parlamento scozzese di poteri fiscali autonomi.
Il governo britannico adottò per il parlamento scozzese una legge prevalentemente proporzionale, più favorevole allo SNP. Alle prime elezioni per il parlamento scozzese, l'SNP, con il 29% dei voti, divenne il principale partito di opposizione al Partito Laburista, che formò una coalizione con i Liberal democratici. Nel 2000 il leader del partito, Alex Salmond, si dimise, venendo sostituito da John Swinney. Alle elezioni scozzesi del 2003, lo SNP scese al 21% dei voti, rimanendo, tuttavia, il maggiore partito di opposizione.
Nel 2004 Alex Salmond tornò alla guida del partito. Alle elezioni del 2007 ottenne 47 seggi su 129, contro i 46 seggi dei laburisti, superati per la prima volta dopo cinquant'anni di predominio nelle elezioni in Scozia. Lo SNP formò un governo di minoranza, guidato da Alex Salmond. Nel 2009 conseguì due seggi al Parlamento europeo, mentre nelle elezioni britanniche del 2010 si vide riconfermare i precedenti sei seggi.
L'SNP riuscì per la prima volta nella sua storia a formare un governo di maggioranza assoluta (69 seggi su 129) in seguito alle elezioni per il Parlamento scozzese del maggio 2011. Alex Salmond e lo SNP guidarono la Scozia verso il Referendum sull'indipendenza della Scozia del 2014, risoltosi in una sconfitta per la linea indipendentista del partito. Ne conseguirono le dimissioni del Primo Ministro Salmond e l'elezione della sua vice Nicola Sturgeon a capo del governo e dello SNP.
All'indomani del referendum, il Partito di Nicola Sturgeon ha più che triplicato i propri iscritti arrivando in due mesi a contare su 85 000 tessere al partito. La leadership della Sturgeon si è ulteriormente rafforzata con la schiacciante vittoria degli indipendentisti alle Elezioni generali nel Regno Unito del 2015 dove il Partito Nazionale ha conquistato la quasi totalità dei seggi di Westminster in quota scozzese (56/59).
Pochi giorni dopo è stato annunciato dalla stessa Sturgeon la ferma intenzione di indire un nuovo referendum costituzionale sull'indipendenza della Scozia. Con le elezioni generali del 2017 il SNP ha perso 21 dei 56 seggi detenuti, fermandosi a quota 35 seggi alla Camera dei comuni del Regno Unito. Hanno perso il seggio anche esponenti importanti del partito, quali Alex Salmond, ex Primo Ministro della Scozia, e Angus Robertson, vice leader del partito. Con le elezioni generali del 2019 il partito risale a 45 seggi a Westminster.

## Ideologia e posizioni
Il SNP ai nostri giorni è riconosciuto come forza politica di centrosinistra, ma non lo fu in passato. Dall'epoca della fondazione del partito ci furono tensioni ideologiche tra le due ali del partito, quella proveniente dal Partito Nazionale di Scozia, di centrosinistra, e quella del Partito Scozzese, di posizioni conservatrici. Tuttavia, le questioni ideologiche furono, in seguito, superate. Il SNP si assestò su una linea socialdemocratica, in concorrenza con il Labour Party, negli anni sessanta. Ancora tensioni ci furono negli anni settanta con alcuni membri che conquistarono il loro seggio in circoscrizioni conservatrici. Ulteriori tensioni si ebbero nel 1979, stavolta da un gruppo proveniente da sinistra che voleva spostare il partito, da socialdemocratico a socialista.
La politica economica del partito si basa sui valori della socialdemocrazia europea. Tra i suoi impegni politici c'è il disarmo nucleare, la tassazione progressiva, la redistribuzione della ricchezza, lo sradicamento della povertà, i sussidi agli studi superiori.
Il partito si batte per una Scozia indipendente all'interno dell'Unione europea e per l'adozione dell'euro. È anche a favore dell'adesione alla NATO dal 2012.
Ci sono due fazioni, i "gradualisti" e i "fondamentalisti", sul metodo per raggiungere l'indipendenza della Scozia.
Tuttavia, l'SNP non è repubblicano in termini assoluti, sebbene molti membri lo siano. L'SNP pensa che la questione repubblicana sia secondaria alla realizzazione di una Scozia indipendente. Il partito si definisce costituzionalista e respinge la possibilità di un referendum unilaterale per la secessione dal Regno Unito. L'SNP sostiene di voler far rimanere la Scozia all'interno del Commonwealth.

## Organizzazione del partito
La struttura di base dello SNP è la sezione locale; al di sopra di questa si trovano le associazioni di circoscrizione, che selezionano i candidati a partire da una lista approvata dal partito. A livello nazionale, il principale organismo decisionale è formalmente il congresso annuale, ma, di fatto, l'organo più importante è il Comitato Esecutivo Nazionale, diretto dal leader del partito (national convener). In vacanza del congresso, le scelte politiche vengono approvate dal Consiglio Nazionale.

## Struttura

### Leader

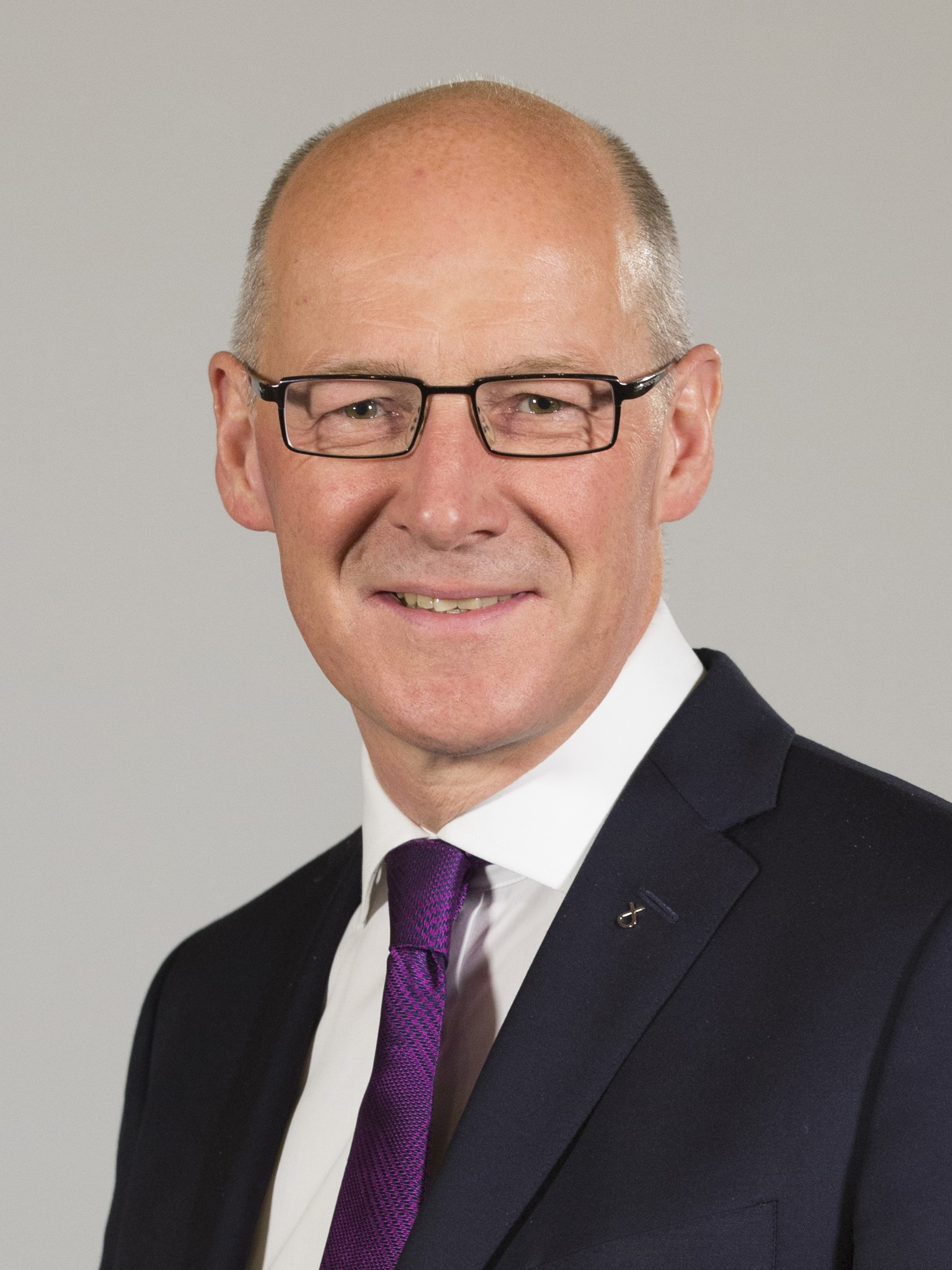
John Swinney è il leader in carica del Partito Nazionale Scozzese

- Sir Alexander MacEwan (1934-1936)
- Andrew Dewar Gibb (1936-1940)
- William Power (1940-1942)
- Douglas Young (1942-1945)
- Bruce Watson (1945-1947)
- Robert McIntyre (1947-1956)
- James Halliday (1956-1960)
- Arthur Donaldson (1960-1969)
- William Wolfe (1969-1979)
- Gordon Wilson (1979-1990)
- Alex Salmond (1990-2000)
- John Swinney (2000-2004)
- Alex Salmond (2004-2014)
- Nicola Sturgeon (2014-2023)
- Humza Yousaf (2023-2024)
- John Swinney (dal 2024)

### Presidenti
- James Graham, VI duca di Montrose e Robert Bontine Cunninghame Graham (congiunti, 1934-1936)
- Roland Muirhead (1936-1950)
- Tom Gibson (1950-1958?)
- Robert McIntyre (1958-1980)
- William Wolfe (1980-1982)
- Donald Stewart (1982-1987)
- Winnie Ewing (1987-2005)
- Ian Hudghton (2005-2020)
- Michael Russell (2020-in carica)

### Segretari nazionali
- John MacCormick (1934-1942)
- Robert McIntyre (1942-1947)
- Mary Fraser Dott (1947-1951)
- Robert Curran (1951-1954)
- John Smart (1954-1963)
- Malcom Shaw (1963-1964)
- Gordon Wilson (1964-1971)
- Muriel Gibson (1971-1972)
- Rosemary Hall (1972-1975)
- Muriel Gibson (1975-1977)
- Chrissie MacWhirter (1977-1979)
- Iain Murray (1979-1981)
- Neil MacCallum (1981-1986)
- John Swinney (1986-1992)
- Alasdair Morgan (1992-1997)
- Stewart Hosie (1999-2003)
- Alasdair Allan (2003-2006)
- Duncan Ross (2006-2009)
- William Henderson (2009-2012)
- Patrick Grady (2012-2016)
- Angus MacLeod (2016-2020)
- Stewart Stevenson (2020-2021)
- Lorna Finn (2021-in carica)

### Leader del partito al Parlamento scozzese
- Alex Salmond (Banff and Buchan), 1999-2000
- John Swinney (North Tayside), 2000-2004
- Nicola Sturgeon (Glasgow), 2004-2007
- Alex Salmond (Aberdeenshire East), 2007-2014
- Nicola Sturgeon (Glasgow Southside), 2014-2023
- Humza Yousaf (Glasgow Pollok), 2023-2024
- John Swinney (Perthshire North), dal 2024

### Leader del partito alla Camera dei comuni
- Donald Stewart (Western Isles), 1974-1987
- Margaret Ewing (Moray), 1987-1999
- Alasdair Morgan (Galloway and Upper Nithsdale), 1999-2001
- Alex Salmond (Banff and Buchan), 2001-2007
- Angus Robertson (Moray), 2007-2017
- Ian Blackford (Ross, Skye and Lochaber), 2017-2022
- Stephen Flynn (Aberdeen South), dal 2022

### Capi dell'ufficio esecutivo
- Michael Russell (1994-1999)
- Vacante (1999-2001)
- Peter Murrell (2001-2023)
- Susan Ruddick (2023)
- Murray Foote (dal 2023)

### Attuali leader del Consiglio SNP
- Clackmannanshire: Les Sharp (Clackmannanshire West), dal 2017
- Dundee City: John Alexander (Strathmartine), dal 2017
- East Ayrshire: Douglas Reid (Kilmarnock West and Crosshouse), dal 2007
- East Renfrewshire: Tony Buchanan (Newton Mearns North and Neilston), dal 2017
- Edinburgh City: Adam McVey (Leith), dal 2017
- Falkirk: Cecil Meiklejohn (Falkirk North), dal 2017
- Fife: David Alexander (Leven, Kennoway and Largo), dal 2017
- Glasgow City: Susan Aitken (Langside), dal 2017
- Moray: Graham Leadbitter (Elgin South), dal 2018
- Renfrewshire: Iain Nicolson (Erskine and Inchinnan), dal 2017
- South Ayrshire: Douglas Campbell (Ayr North), dal 2017
- South Lanarkshire:
- John Ross (Hamilton South), dal 2017
- Stirling: Scott Farmer (Stirling West), dal 2017
- West Dunbartonshire: Jonathon McColl (Lomond), dal 2017

## Risultati elettorali

### Parlamento europeo
| Anno | Percentuale | Seggi |
| ---- | ----------- | ----- |
| 1979 | 19,4%       | 1 / 8 |
| 1984 | 17,8%       | 1 / 8 |
| 1989 | 25,6%       | 1 / 8 |
| 1994 | 32,6%       | 2 / 8 |
| 1999 | 27,2%       | 2 / 8 |
| 2004 | 19,7%       | 2 / 7 |
| 2009 | 29,1%       | 2 / 6 |
| 2014 | 29,0%       | 2 / 6 |
| 2019 | 37,8%       | 3 / 6 |

### Parlamento del Regno Unito
| Anno        | Percentuale voti | Seggi   |
| ----------- | ---------------- | ------- |
| 1935        | 1,1%             | 0 / 71  |
| 1945        | 1,2%             | 0 / 71  |
| 1950        | 0,4%             | 0 / 71  |
| 1951        | 0,3%             | 0 / 71  |
| 1955        | 0,5%             | 0 / 71  |
| 1959        | 0,5%             | 0 / 71  |
| 1964        | 2,4%             | 0 / 71  |
| 1966        | 5,0%             | 0 / 71  |
| 1970        | 11,4%            | 1 / 71  |
| 1974 (Feb.) | 21,9%            | 7 / 71  |
| 1974 (Ott.) | 30,4%            | 11 / 71 |
| 1979        | 17,3%            | 2 / 71  |
| 1983        | 11,7%            | 2 / 72  |
| 1987        | 14,0%            | 3 / 72  |
| 1992        | 21,5%            | 3 / 72  |
| 1997        | 22,1%            | 6 / 72  |
| 2001        | 20,1%            | 5 / 72  |
| 2005        | 17,7%            | 6 / 59  |
| 2010        | 19,9%            | 6 / 59  |
| 2015        | 50,0%            | 56 / 59 |
| 2017        | 36,9%            | 35 / 59 |
| 2019        | 45,0%            | 48 / 59 |
| 2024        | 30,0%            | 9 / 57  |

### Parlamento scozzese
| Anno | Leader          | Percentuale voti | Seggi    | Posizione | Esito                  |
| ---- | --------------- | ---------------- | -------- | --------- | ---------------------- |
| 1999 | Alex Salmond    | 28,7%            | 35 / 129 | Secondo   | Opposizione            |
| 2003 | John Swinney    | 23,8%            | 27 / 129 | Secondo   | Opposizione            |
| 2007 | Alex Salmond    | 32,9%            | 47 / 129 | Primo     | Governo di minoranza   |
| 2011 | Alex Salmond    | 45,4%            | 69 / 129 | Primo     | Governo di maggioranza |
| 2016 | Nicola Sturgeon | 46,5%            | 63 / 129 | Primo     | Governo di minoranza   |
| 2021 | Nicola Sturgeon | 47,7%            | 64 / 129 | Primo     | Governo di coalizione  |

1. ↑  SNP pours scorn on critic Nationalists ridicule claims of dangerous links to white supremacists in the United States | Herald Scotland
2. ↑  BBC News - Storm over MP Ian Davidson's SNP 'neo-facist' remark
3. 1 2  (EN) Parties and elections - Scotland, su parties-and-elections.eu. URL consultato il 28 giugno 2012.
4. 1 2  (EN) The Scottish National Party Is Espousing A Multicultural Brand Of Nationalism, su npr.org. URL consultato il 22 ottobre 2022.
5. ↑  (EN) Anti-Brexit feeling expected to help SNP in European elections, su The Guardian.
6. ↑  (EN) The Scottish National Party: Nationalism for the Many, su abdn.pure.elsevier.com. URL consultato il 22 ottobre 2022.
7. ↑  http://books.google.it/books?id=iDrTMazYhdkC&pg=PA398&redir_esc=y#v=onepage&q&f=false
8. ↑   SNP says its membership has fallen to 72,000, su bbc.co.uk. URL consultato il 16 marzo 2023.
9. ↑  (EN) Frans Schrijver, Regionalism After Regionalisation: Spain, France and the United Kingdom, Amsterdam University Press, 2006, ISBN 978-90-5629-428-1. URL consultato il 26 dicembre 2020.
10. ↑  (EN) Michael Oneill, Devolution and British Politics, Routledge, 22 maggio 2014, ISBN 978-1-317-87365-5. URL consultato il 26 dicembre 2020.
11. ↑  (EN) Scottish National Party’s manifesto explained, su POLITICO, 27 novembre 2019. URL consultato il 26 dicembre 2020.
12. ↑   SNP maintains peerage opposition, in BBC News, 22 settembre 2005. URL consultato il 21 agosto 2016 (archiviato dall'url originale il 4 agosto 2017).
13. ↑   House of Lords should be scrapped, says SNP, in BBC News, 28 luglio 2015. URL consultato il 15 aprile 2017 (archiviato dall'url originale l'11 maggio 2017).
14. 1 2  Il totale è riferito ai seggi destinati alla Scozia all'interno del Regno Unito.